# Uganda nos Jogos Olímpicos de Verão de 2024
Uganda participou dos Jogos Olímpicos de Verão de 2024, realizados em Paris, na França. Foi a 17.ª aparição do país nos Jogos Olímpicos de Verão desde a estreia em Melbourne 1956, sendo representado por 24 atletas que competiram em quatro esportes.
Conquistou duas medalhas, uma de ouro com Joshua Cheptegei nos 10000 m masculino e outra de prata com Peruth Chemutai nos 3000 m com obstáculos feminino, ambos no atletismo.

## Medalhas
| Atleta           | Esporte   | Evento                         | Medalha |
| ---------------- | --------- | ------------------------------ | ------- |
| Joshua Cheptegei | Atletismo | 10000 m masculino              | Ouro    |
| Peruth Chemutai  | Atletismo | 3000 m com obstáculos feminino | Prata   |

## Competidores
Esta foi a participação por modalidade nesta edição:
| Esporte   | Masculino | Feminino | Total |
| --------- | --------- | -------- | ----- |
| Atletismo | 9         | 11       | 20    |
| Ciclismo  | 1         | 0        | 1     |
| Natação   | 1         | 1        | 2     |
| Remo      | 0         | 1        | 1     |
| Total     | 11        | 13       | 24    |

## Desempenho

### Atletismo
- Q = Qualificado para a próxima fase
- q = Qualificado para a próxima fase como o perdedor mais rápido ou, em eventos de campo, pela posição sem atingir o alvo para qualificação
- N/A = Fase não aplicável para o evento
- Bye = Atleta não precisou disputar aquela fase

Masculino
Eventos de pista e estrada
| Atleta               | Evento                | Baterias | Baterias | Repescagem | Repescagem | Semifinal   | Semifinal   | Final       | Final           | Ref.   |
| Atleta               | Evento                | Tempo    | Pos.     | Tempo      | Pos.       | Tempo       | Pos.        | Tempo       | Pos.            | Ref.   |
| -------------------- | --------------------- | -------- | -------- | ---------- | ---------- | ----------- | ----------- | ----------- | --------------- | ------ |
| Tarsis Orogot        | 200 m                 | 20.32    | 1 Q      | Bye        | Bye        | 20.64       | 6           | Não avançou | Não avançou     | [ 5 ]  |
| Tom Dradriga         | 800 m                 | 1:46.05  | 6        | 1:46.15    | 5          | Não avançou | Não avançou | Não avançou | Não avançou     | [ 6 ]  |
| Oscar Chelimo        | 5000 m                | 13:52.46 | 5 Q      | N/A        | N/A        | N/A         | N/A         | 13:31.56    | 20              | [ 7 ]  |
| Joshua Cheptegei     | 10000 m               | N/A      | N/A      | N/A        | N/A        | N/A         | N/A         | 26:43.14    | Medalha de ouro | [ 8 ]  |
| Jacob Kiplimo        | 10000 m               | N/A      | N/A      | N/A        | N/A        | N/A         | N/A         | 26:46.39    | 8               | [ 9 ]  |
| Martin Kiprotich     | 10000 m               | N/A      | N/A      | N/A        | N/A        | N/A         | N/A         | 28:20:72    | 22              | [ 10 ] |
| Leonard Chemutai     | 3000 m com obstáculos | 8:18.19  | 2 Q      | N/A        | N/A        | N/A         | N/A         | 8:20.03     | 15              | [ 11 ] |
| Victor Kiplangat     | Maratona              | N/A      | N/A      | N/A        | N/A        | N/A         | N/A         | 2:11:59     | 37              | [ 12 ] |
| Stephen Kissa        | Maratona              | N/A      | N/A      | N/A        | N/A        | N/A         | N/A         | DNF         | DNF             | [ 13 ] |
| Andrew Rotich Kwemoi | Maratona              | N/A      | N/A      | N/A        | N/A        | N/A         | N/A         | 2:17:28     | 62              | [ 14 ] |

Feminino
Eventos de pista e estrada
| Atleta                     | Evento                | Baterias | Baterias | Repescagem | Repescagem | Semifinal   | Semifinal   | Final       | Final            | Ref.          |
| Atleta                     | Evento                | Tempo    | Pos.     | Tempo      | Pos.       | Tempo       | Pos.        | Tempo       | Pos.             | Ref.          |
| -------------------------- | --------------------- | -------- | -------- | ---------- | ---------- | ----------- | ----------- | ----------- | ---------------- | ------------- |
| Halimah Nakaayi            | 800 m                 | 2:00:56  | 4        | 2:02:88    | 6          | Não avançou | Não avançou | Não avançou | Não avançou      | [ 15 ]        |
| Winnie Nanyondo            | 1500 m                | 4:07.06  | 10       | 4:06.35    | 8          | Não avançou | Não avançou | Não avançou | Não avançou      | [ 16 ]        |
| Esther Chebet              | 5000 m                | 15:10:36 | 13       | N/A        | N/A        | N/A         | N/A         | Não avançou | Não avançou      | [ 17 ]        |
| Belinda Chemutai           | 5000 m                | 15:23:90 | 12       | N/A        | N/A        | N/A         | N/A         | Não avançou | Não avançou      | [ 18 ]        |
| Joy Cheptoyek              | 5000 m                | DNS      | DNS      | N/A        | N/A        | N/A         | N/A         | Não avançou | Não avançou      | [ 19 ]        |
| Sarah Chelangat            | 10000 m               | N/A      | N/A      | N/A        | N/A        | N/A         | N/A         | 31:02.37    | 12               | [ 20 ]        |
| Annet Chemengich Chelangat | 10000 m               | N/A      | N/A      | N/A        | N/A        | N/A         | N/A         | 31:50.41    | 21               | [ 21 ]        |
| Peruth Chemutai            | 3000 m com obstáculos | 9:10.51  | 1 Q      | N/A        | N/A        | N/A         | N/A         | 8:53.34     | Medalha de prata | [ 22 ] [ 23 ] |
| Mercyline Chelangat        | Maratona              | N/A      | N/A      | N/A        | N/A        | N/A         | N/A         | 2:39:40     | 69               | [ 24 ]        |
| Rebecca Cheptegei          | Maratona              | N/A      | N/A      | N/A        | N/A        | N/A         | N/A         | 2:32:14     | 44               | [ 25 ]        |
| Stella Chesang             | Maratona              | N/A      | N/A      | N/A        | N/A        | N/A         | N/A         | 2:26:01     | 8                | [ 26 ]        |

### Ciclismo

#### Estrada
Masculino
| Atleta         | Evento             | Tempo   | Pos. | Ref.   |
| -------------- | ------------------ | ------- | ---- | ------ |
| Charles Kagimu | Corrida em estrada | 6:50:49 | 77   | [ 27 ] |

### Natação
Masculino
| Atleta          | Evento          | Eliminatórias | Eliminatórias | Semifinal   | Semifinal   | Final       | Final       | Ref.   |
| Atleta          | Evento          | Tempo         | Pos.          | Tempo       | Pos.        | Tempo       | Pos.        | Ref.   |
| --------------- | --------------- | ------------- | ------------- | ----------- | ----------- | ----------- | ----------- | ------ |
| Jesse Ssengonzi | 100 m borboleta | 53.76         | 31            | Não avançou | Não avançou | Não avançou | Não avançou | [ 28 ] |

Feminino
| Atleta        | Evento      | Eliminatórias | Eliminatórias | Semifinal   | Semifinal   | Final       | Final       | Ref.   |
| Atleta        | Evento      | Tempo         | Pos.          | Tempo       | Pos.        | Tempo       | Pos.        | Ref.   |
| ------------- | ----------- | ------------- | ------------- | ----------- | ----------- | ----------- | ----------- | ------ |
| Gloria Muzito | 100 m livre | 55.95         | 22            | Não avançou | Não avançou | Não avançou | Não avançou | [ 29 ] |

### Remo
Feminino
| Atleta         | Evento        | Baterias | Baterias | Repescagem | Repescagem | Quartas | Quartas | Semifinais | Semifinais | Final   | Final | Ref.   |
| Atleta         | Evento        | Tempo    | Pos.     | Tempo      | Pos.       | Tempo   | Pos.    | Tempo      | Pos.       | Tempo   | Pos.  | Ref.   |
| -------------- | ------------- | -------- | -------- | ---------- | ---------- | ------- | ------- | ---------- | ---------- | ------- | ----- | ------ |
| Kathleen Noble | Skiff simples | 8:08.90  | 5 R      | 8:15.10    | 3 SE/F     | Bye     | Bye     | 8:38.70    | 2 FE       | 7:56:10 | 26    | [ 30 ] |

Legenda: FA = Final A (disputa de medalha); FB = Final B (sem disputa de medalha); FC = Final C (sem disputa de medalha); FD = Final D (sem disputa de medalha); FE = Final E (sem disputa de medalha); FF = Final F (sem disputa de medalha); SA/B = Semifinais A/B; SC/D = Semifinais C/D; SE/F = Semifinais E/F; QF = Quartas; R = Repescagem